# لورا ألفيس
لورا ألفيس (بالبرتغالية: Laura Alves‏) هي ممثلة برتغالية، ولدت في 8 سبتمبر 1921 في لشبونة في البرتغال، وتوفيت بنفس المكان في 6 مايو 1986.

## وصلات خارجية
- لورا ألفيس على موقع IMDb (الإنجليزية)
- لورا ألفيس على موقع قاعدة بيانات الفيلم (الإنجليزية)